# Izvoru (Argeș)
Izvoru é uma comuna romena localizada no distrito de Argeş, na região de Muntênia. A comuna possui uma área de 61.18 km² e sua população era de 2531 habitantes segundo o censo de 2007.